# Vol. I
Vol. I é o terceiro álbum de estúdio da banda Hurt mas o primeiro sob o selo de uma gravadora, lançado a 21 de Março de 2006.
É um disco que aborda diferentes assuntos, desde a obsessão da religião em "Rapture", a dor que o amor pode causar em "Falls Apart" e "Unkind" e ainda o problema das drogas em "Overdose". Duas faixas já tinham sido editadas antes, "Cold Inside" original do álbum The Consumation e "Unkind" que foi quase toda modificada do álbum homónimo.
O disco atingiu o nº 175 da Billboard 200 e o nº 7 do Top Heatseekers.

## Faixas
Todas as faixas por L. Wince.
1. "Shallow" - 3:50
2. "Rapture" - 5:40
3. "Overdose" - 6:37
4. "Falls Apart" - 4:41
5. "Forever" - 3:34
6. "Losing" - 5:08
7. "Unkind" - 4:07
8. "Danse Russe" - 3:53
9. "Dirty" - 5:27
10. "Cold Inside" - 4:21
11. "House Carpenter" - 9:33

## Créditos
- J. Loren Wince - Vocal, guitarra, violino
- Evan Johns - Bateria, piano
- Josh Ansley - Baixo, vocal de apoio
- Paul Spatola - Guitarra, vocal de apoio